# Compsophorus pilosus
Compsophorus pilosus är en stekelart som först beskrevs av Cameron 1906.  Compsophorus pilosus ingår i släktet Compsophorus och familjen brokparasitsteklar. Inga underarter finns listade i Catalogue of Life.